# Albert Dekker
Pour les articles homonymes, voir Dekker.
Albert Dekker (parfois crédité Albert Van Dekker, nom de scène d'Albert Van Ecke) est un acteur américain né le 20 décembre 1905 à New York (État de New York) et mort le 3 mai 1968 à Hollywood (quartier de Los Angeles, Californie).

## Carrière
Au théâtre, Albert Dekker joue à Broadway entre 1928 et 1966, notamment en 1949-1950 dans une pièce d’Arthur Miller, Mort d’un commis voyageur (création, en remplacement de Lee J. Cobb), mise en scène par Elia Kazan (qui avait joué à ses côtés dans Johnny Johnson en 1936-1937 et qui le dirige également dans deux de ses films, Le Mur invisible - avec Gregory Peck - en 1947 et À l’est d’Éden - avec James Dean - en 1955).
À la télévision, il reprendra ladite pièce de Miller en 1966, dans un téléfilm. Il participe également à un autre téléfilm, ainsi qu’à des séries, entre 1951 et 1968.
Au cinéma, Albert Dekker apparaît de 1937 à 1969 (son dernier film, La Horde sauvage, sort l’année suivant sa mort).
Au titre de sa contribution à la télévision, une étoile lui est dédiée sur le Walk of Fame d’Hollywood Boulevard.
Élu démocrate en 1944 à l'Assemblée de l'État de Californie, Albert Dekker fut marginalisé pendant la « chasse aux sorcières ».

## Une mort énigmatique
Le 5 mai 1968 au matin, après deux jours d’infructueuses tentatives de prises de contact avec Dekker, Jeraldine Saunders, sa fiancée, décida de se rendre à son appartement pour s’enquérir de la situation. Sur sa porte d’entrée était accrochée une multitude de mots déposés par des proches ou des collègues de travail désirant, eux aussi, communiquer avec Dekker. N’obtenant pas de réponse, Jeraldine Saunders fit ouvrir la porte par le propriétaire de l’immeuble. Albert Dekker gisait mort, agenouillé dans sa baignoire, le corps recouvert d’inscriptions obscènes, une corde autour du cou. L'enquête menée par Thomas Noguchi conclut qu’il mourut d’asphyxie érotique, pratique consistant à réduire la quantité d’oxygène parvenant au cerveau afin d’en tirer un plaisir sexuel. Les médias commentèrent longuement les circonstances de sa mort : Dekker était-il seul ou en compagnie ? Aurait-il voulu se suicider ? Jeraldine et les acteurs connaissant Dekker n'admirent ni la thèse d'une mort solitaire (il manquait du matériel électronique et 70 000 dollars en liquide soit environ 14 000 euros de 2020 : en 1968 c'était une très grosse somme), ni celle du suicide car Jeraldine et Albert devaient se marier le mois suivant, ni celle du meurtre politique car Dekker n'était pas un personnage influent et n'avait pas de connexions dans le milieu du renseignement,. Le corps de Dekker est incinéré au Château de Becker.

## Filmographie partielle

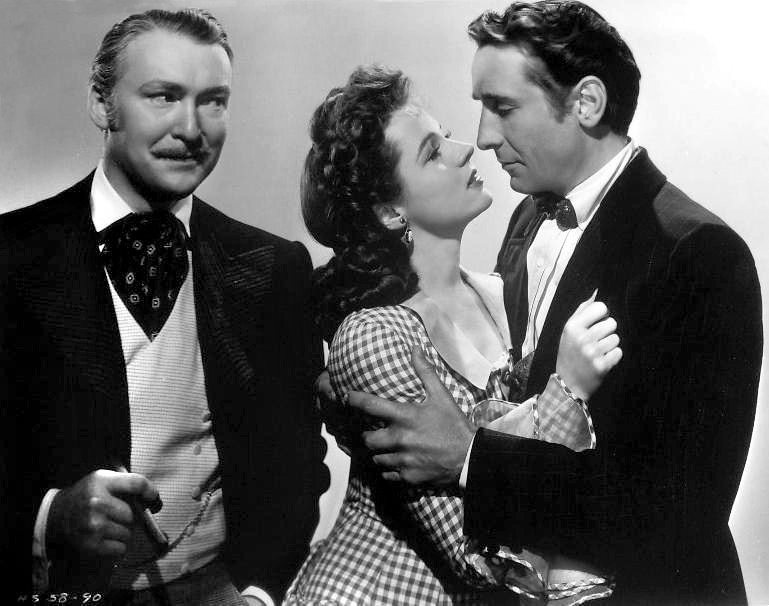
De gauche à droite : Albert Dekker, Jane Wyatt et Victor Jory dans Le Cavalier du Kansas (1943) - photo promotionnelle.

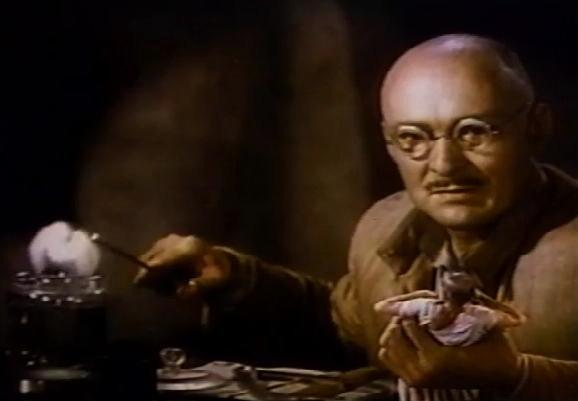
Dans Docteur Cyclope (1940), tenant Charles Halton miniaturisé dans sa main

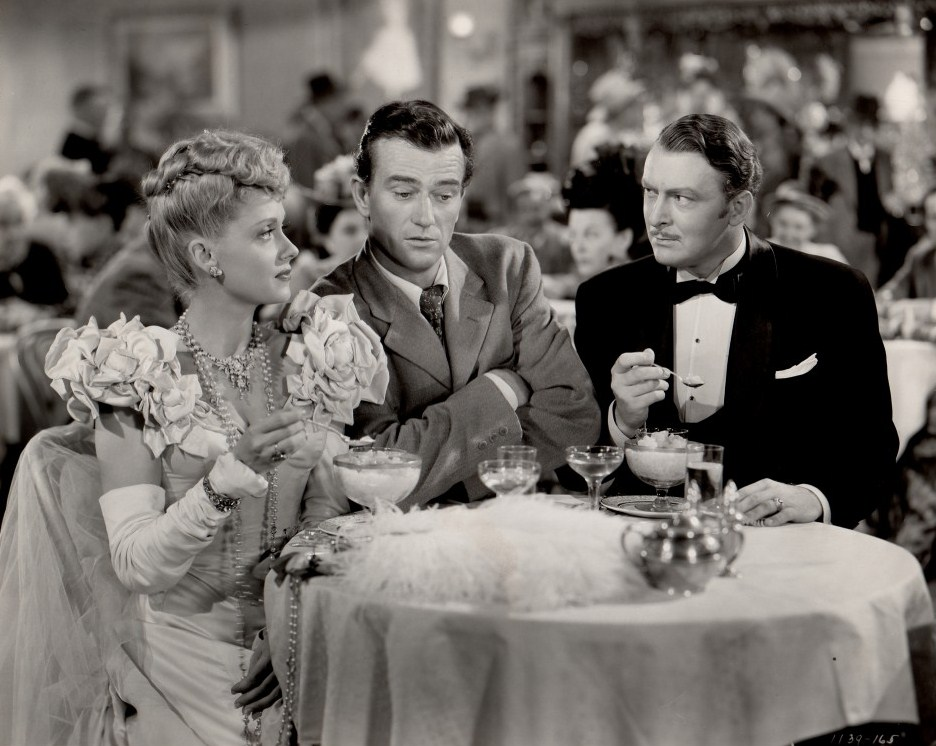
De g. à d. : Martha Scott, John Wayne et Albert Dekker, dans
La Ruée sanglante (1943)

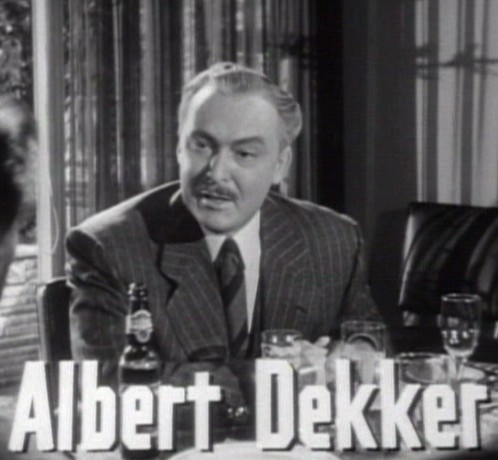
Dans Le Mur invisible (1947)

### Au cinéma
- 1937 : Le Grand Garrick (The Great Garrick) de James Whale
- 1937 : She Married an Artist de Marion Gering
- 1938 : The Lone Wolf in Paris d'Albert S. Rogell
- 1938 : Extortion de Lambert Hillyer
- 1938 : Marie-Antoinette de W. S. Van Dyke
- 1938 : The Last Warning d'Albert S. Rogell
- 1939 : Hotel Imperial de Robert Florey
- 1939 : Beau Geste de William A. Wellman
- 1939 : L’Homme au masque de fer (The Man in the Iron Mask) de James Whale
- 1939 : Paris Honeymoon de Frank Tuttle
- 1940 : Le Mystère de Santa Marta (Rangers of Fortune) de Sam Wood
- 1940 : Docteur Cyclope (Dr. Cyclops) d’Ernest B. Schoedsack
- 1940 : La Maison des sept péchés (Seven Sinners) de Tay Garnett
- 1940 : Le Cargo maudit (Strange Cargo) de Frank Borzage
- 1941 : The Great Commandment d'Irving Pichel
- 1941 : Franc jeu (Honky Tonk) de Jack Conway
- 1941 : Blonde Inspiration de Busby Berkeley
- 1941 : Among the Living de Stuart Heisler
- 1941 : Le Tombeur du Michigan (Reaching for the Sun) de William A. Wellman
- 1942 : Espionne aux enchères (The Lady Has Plans) de Sidney Lanfield
- 1942 : Yokel Boy de John Santley
- 1942 : Sacramento de William C. McGann
- 1942 : Night in New Orleans de William Clemens
- 1942 : La Sentinelle du Pacifique (Wake Island) de John Farrow
- 1942 : La Fille de la forêt (The Forest Rangers) de George Marshall
- 1942 : Lune de miel mouvementée (Once upon a Honeymoon) de Leo McCarey
- 1943 : Le Cavalier du Kansas (The Kansan) de George Archainbaud
- 1943 : La Ruée sanglante (In Old Oklahoma) d'Albert S. Rogell
- 1943 : La Loi du Far West (The Woman of the Town) de George Archainbaud
- 1944 : Angoisse (Experiment Perilous) de Jacques Tourneur
- 1945 : Les Amours de Salomé (Salome where she danced) de Charles Lamont
- 1945 : La Blonde incendiaire (Incendiary Blonde) de George Marshall
- 1945 : Épousez-moi, chérie ! (Hold That Blonde!) de George Marshall
- 1946 : Suspense de Frank Tuttle
- 1946 : The French Key de Walter Colmes
- 1946 : Révolte à bord (Two Years Before the Mast) de John Farrow
- 1946 : Californie terre promise (California) de John Farrow
- 1946 : Les Tueurs (The Killers) de Robert Siodmak
- 1947 : Wyoming de Joe Kane
- 1947 : The Fabulous Texan de Edward Ludwig
- 1947 : The Pretender de W. Lee Wilder
- 1947 : Éternel Tourment (Cass Timberlane) de George Sidney
- 1947 : Le Mur invisible (Gentleman’s Agreement) d’Elia Kazan
- 1948 : Massacre à Furnace Creek (Fury at Furnace Cree) de H. Bruce Humberstone
- 1948 : Lulu Belle (Lulu Belle) de Leslie Fenton
- 1949 : La Vengeance des Borgia (Bride of Vengeance) de Mitchell Leisen
- 1950 : Le Kid du Texas (The Kid from Texas) de Kurt Neumann
- 1950 : Les Furies (The Furies) d’Anthony Mann
- 1950 : Destination Murder d'Edward L. Cahn
- 1951 : Rendez-moi ma femme (As Young as You Feel), de Harmon Jones
- 1952 : Wait Till the Sun Shines, Nellie d'Henry King
- 1954 : Le Calice d’argent (The Silver Chalice) de Victor Saville
- 1955 : En quatrième vitesse (Kiss me Deadly) de Robert Aldrich
- 1955 : À l’est d’Éden (East of Eden) d’Elia Kazan
- 1955 : Le Témoin à abattre (Illegal) de Lewis Allen
- 1957 : She Devil de Kurt Neumann : Dr Richard Bach
- 1958 : The Sound and the Fury de Martin Ritt
- 1959 : L’Aventurier du Rio Grande (The Wonderful Country) de Robert Parrish
- 1959 : Soudain l’été dernier (Suddenly, last Summer) de Joseph L. Mankiewicz
- 1959 : Au milieu de la nuit (Middle of the Night) de Delbert Mann
- 1969 : La Horde sauvage (The Wild Bunch) de Sam Peckinpah

### À la télévision
- 1966 : Mort d’un commis voyageur (Death of a Salesman), téléfilm d’Alex Segal
- 1966 : The Short Tail Spy (série Mission impossible - Mission : Impossible -, saison 1, épisode 14)
- 1967 : Sommet à cinq - The Summit-Five Affair - (série Des agents très spéciaux - The Man from U.N.C.L.E. -, saison 4, épisode 1)
- 1968 : The Bottle Fighter (série Bonanza, saison 9, épisode 29)

## Théâtre (piècesà Broadway)
- 1928 : Marco Millions d’Eugene O’Neill, mise en scène par Rouben Mamoulian, avec Robert Barrat, Ernest Cossart, Margalo Gillmore, Alfred Lunt, Vincent Sherman, Henry Travers
- 1928 : Volpone de Ben Jonson, avec Ernest Cossart, Margalo Gillmore, Alfred Lunt, Vincent Sherman, Henry Travers, Helen Westley
- 1929 : Conflict de Warren F. Lawrence, avec Edward Arnold, George Meeker, Spencer Tracy
- 1930 : Marco Millions pré-citée, reprise, avec Sydney Greenstreet, Vincent Sherman, Henry Travers
- 1930 : Volpone pré-citée, reprise (adaptation de Stefan Zweig), avec Sydney Greenstreet, Vincent Sherman
- 1930 : Troyka de Lulla Volmer, d’après Imre Fazekas
- 1930 : Sisters of the Chorus de Martin Mooney et Thompson Burtis, avec Enid Markey
- 1930-1931 : Grand Hotel de William A. Drake, d’après Vicki Baum, mise en scène (et production) d'Herman Shumlin, avec Walter Baldwin, Joseph Calleia (également chargé de production), Sam Jaffe, Rafaela Ottiano (adaptée au cinéma en 1932)
- 1931 : Napi de Brian Marlow, d’après Julius Bersti, avec Frieda Inescort, Ernest Truex, Frank Wilcox
- 1932 : The Passionate Pilgrim de Margaret Crosby Munn
- 1933 : The Blue Widow de Marianne Brown Waters, avec Don Beddoe, Helen Flint, Queenie Smith
- 1933-1934 : The First Apple de Lynn Starling, avec Spring Byington, Conrad Nagel
- 1934 : House of Remsen de Nicholas Soussanin, William J. Perlman et Marie Baumer, avec Edgar Stehli
- 1934 : Brittle Heaven de Vincent York et Frederik Pohl, avec Dorothy Gish
- 1935 : Fly Away Home de Dorothy Bennett et Irving White, mise en scène par Thomas Mitchell, avec Montgomery Clift, Sheldon Leonard, Georgette McKee, Thomas Mitchell
- 1935 : A Journey by Night d’Arthur Goodrich, d’après Leo Perutz, avec James Stewart, Eduardo Ciannelli
- 1935 : Knock on Wood d’Allen Rivkin, avec Lee Patrick
- 1935-1936 : Squaring the Circle de Valentine Katayev, adaptation par Dmitri Ostrov
- 1936 : Bitter Stream de Victor Wolfson, d’après Fontamara d’Ignazio Silone, avec Lee J. Cobb, Vincent Sherman
- 1936-1937 : Johnny Johnson, pièce avec chants de Paul Green, musique de Kurt Weill, lyrics de Paul Green, mise en scène de Lee Strasberg, avec Luther Adler, Morris Carnovsky, Lee J. Cobb, Russell Collins, Elia Kazan, Ruth Nelson, Joseph Pevney
- 1937 : Un ennemi du peuple (An Enemy of the People) d’Henrik Ibsen, avec Walter Hampden
- 1949-1950 : Mort d’un commis voyageur (Death of a Salesman) d’Arthur Miller (+ musique de scène d’Alex North), mise en scène par Elia Kazan, avec Lee J. Cobb (remplacé notamment par Albert Dekker), Arthur Kennedy, Cameron Mitchell
- 1952 : Gertie d’Enid Bagnold, avec Alan Napier
- 1959-1960 : The Andersonville Trial de Saul Levitt, mise en scène par José Ferrer, avec George C. Scott, Ian Keith
- 1960 : La Face (Face of a Hero), adaptation par Robert L. Joseph du roman éponyme de Pierre Boulle, mise en scène d'Alexander Mackendrick, avec Betsy Blair, Russell Collins, Frank Conroy, Jack Lemmon
- 1961-1963 : Un homme pour l'éternité (A Man for All Seasons) de Robert Bolt, avec Paul Scofield (adaptée au cinéma en 1966)
- 1965-1966 : The Devils de John Whiting, d’après Les Diables de Loudun (The Devils of Loudun) d’Aldous Huxley, mise en scène par Michael Cacoyannis, avec Anne Bancroft, Jason Robards, Edgar Stehli